# Alain Raoust
Alain Raoust (* 2. Juni 1966 in Nizza) ist ein französischer Filmregisseur.

## Leben
Raoust stammt aus der Region Rhône-Alpes. Er begann seine Laufbahn als Assistent des Regisseurs Jean-Pierre Thorn. Ende der 80er Jahre nahm er ein Studium an der Universität Paris VIII (St. Denis / Vincennes) auf. Es entstanden zuerst experimentelle Filme, die ihren Platz zum Beispiel im Verleih der Pariser Organisation LightCone fanden, später dann mittlere und lange Spielfilme. Raoust unterrichtet Filmregie an der Universität von Paris / St. Denis und gelegentlich auch der Filmhochschule FEMIS.

## Werk
Nach seinen frühen Kurzfilmen wandte er sich Mitte der 90er Jahre dem erzählenden Spielfilm zu. Wichtige Einflüsse kamen von Regisseuren wie Philippe Garrel, Abbas Kiarostami und Sharunas Bartas. Mit seinem knapp einstündigen Filme La Vie Sauve gewann er 1999 das französische Kurzfilmfestival in Pantin. Der Film erzählt in ruhigen Bildern und einfühlsamen Charakterporträts von den letzten Pariser Tagen einer jungen Jugoslawin, die nach dem Ende des Bürgerkriegs in ihrem Land freiwillig aus ihrem mehrjährigen französischen Exil zurückkehrt. Es folgte 2001 der erste Langspielfilm La Cage, Geschichte einer jungen Mörderin, die nach dem Ende ihrer Haftstrafe in ihr Heimatdorf zurückkehrt. La Cage gewann beim Festival in Locarno 2002 mehrere Preise, darunter von der Jury der internationalen Filmkritik (FIPRESCI). Im Jahre 2007 folgte L’été indien nach einem gemeinsam mit dem  Schriftsteller Olivier Adam verfassten Drehbuch. Der Film, in der kargen Landschaft der französischen Alpen angesiedelt, erzählt von den Schwierigkeiten eines älteren Mannes (Johann Leysen), mit einer unsteten Vergangenheit, mit seinem Leben zwischen halbwüchsiger Tochter, Freundin (Johanna ter Steege) und seinen Gelegenheitsjobs ins Reine zu kommen. Auf den 25. Französischen Filmtagen 2008 in Tübingen wurde Alain Raousts Werk im Rahmen einer Hommage erstmals vollständig in Deutschland gezeigt. Nach langer Pause hatte sein Spielfilm Rêves de jeunesse in der Reihe ACID beim Filmfestival Cannes 2019 Premiere.

## Filmografie (Auswahl)
- 1992: Das Schiff (Attendre le navire) (mittellang)
- 1994: Muette est la girouette (kurz)
- 1998: Das gefahrlose Leben (La Vie Sauve) (mittellang)
- 2001: Der Käfig (La Cage) (Langfilm)
- 2006: Der indische Sommer (L’été indien) (Langfilm)
- 2019: Rêves de jeunesse (Langfilm)